# Kamerun i olympiska sommarspelen 1980
Kamerun deltog i de olympiska sommarspelen 1980 med en trupp bestående av 25 deltagare, 22 män och tre kvinnor, vilka deltog i 23 tävlingar i fem sporter. Ingen av landets deltagare erövrade någon medalj.

## Boxning
Bantamvikt
- Joseph Ahanda
  - Första omgången — Bye
  - Andra omgången — Besegrade Tseden Narmandakh (Mongoliet) efter att domaren stoppade matchen i tredje omgången
  - Tredje omgången — Förlorade mot Samson Khachatrian (Sovjetunionen) på poäng (0-5)

Fjädervikt
- Jean Pierre Mberebe Baban
  - Första omgången — Bye
  - Andra omgången — Förlorade mot Luis Pizarro (Puerto Rico) efter att domaren stoppade matchen i tredje omgången

Lätt weltervikt
- Paul Kamela Fogang
  - Första omgången — Förlorade mot Imre Bacskai (Ungern) på poäng (1-4)

## Cykling
Herrarnas linjelopp
- Joseph Evouna
- Joseph Kono
- Thomas Nyemeg
- Nicolas Owona

Herrarnas lagtempolopp
- Charles Bana
- Toussaint Fouda
- Joseph Kono
- Nicolas Owona

## Friidrott
Herrarnas 100 meter
- Grégoire Illorson
  - Heat — 10,34
  - Kvartsfinal — 10,29
  - Semifinal — 10,60 (→ gick inte vidare)

Herrarnas 200 meter
- Grégoire Illorson
  - Heat — 22,21 (→ gick inte vidare)

- Emmanuel Bitanga
  - Heat — startade inte (→ gick inte vidare)

Damernas 100 meter
- Ruth Enang Mesode
  - Heat — 12,40 (→ gick inte vidare)

Damernas spjutkastning
- Agnes Tchuinte
  - Kval — 55,36 m (→ gick inte vidare)

Damernas femkamp
- Cécile Ngambi — 3832 poäng (→ 17:e plats)
  1. 100 meter — 14,09s
  2. Kulstötning — 10,28m
  3. Höjdhopp — 1,80m
  4. Längdhopp — 5,38m
  5. 800 meter — 2:39,70